# Prokrustes

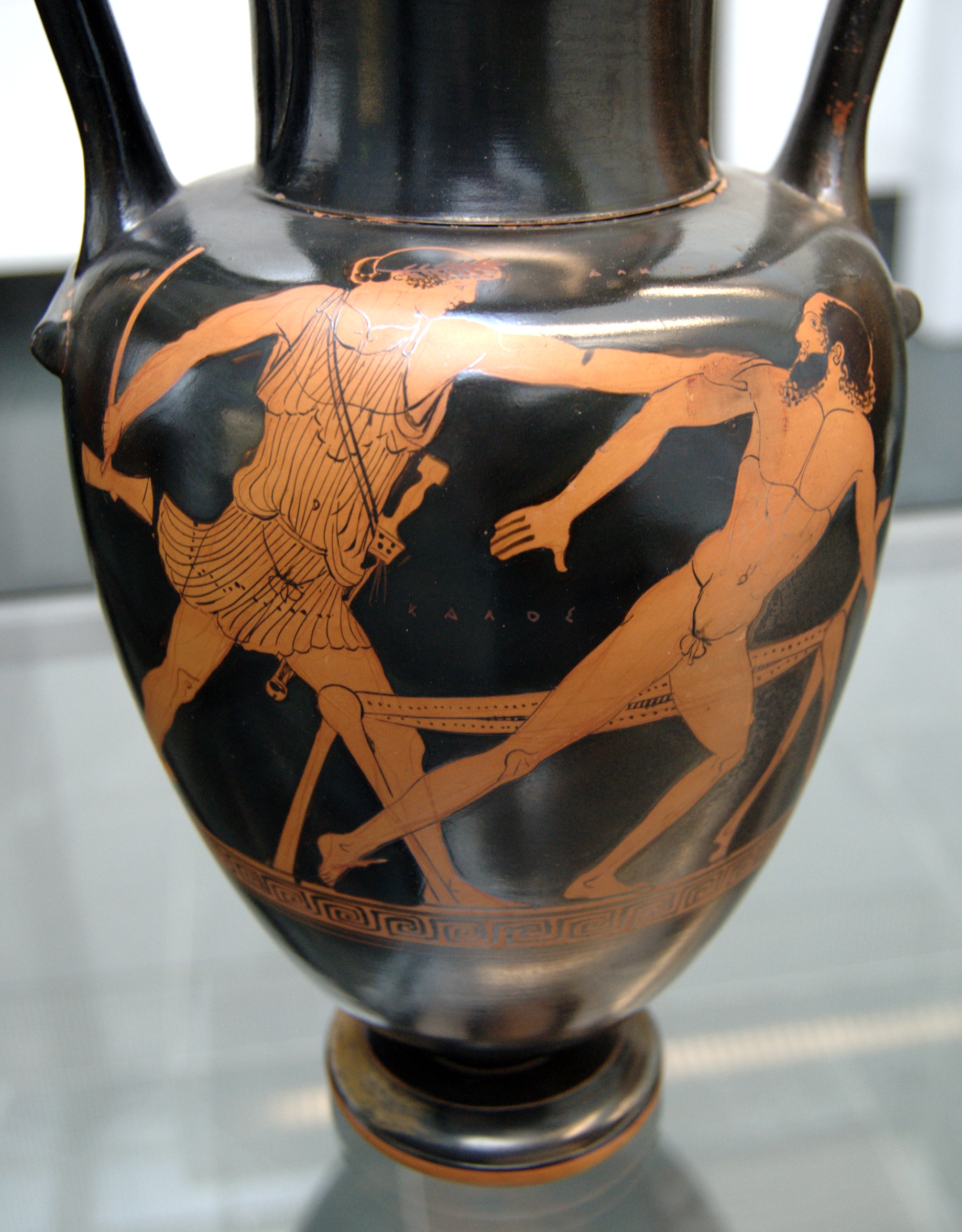
Theseus und Prokrustes, attische rotfigurige Halsamphora, 470–460 v. Chr., Staatliche Antikensammlungen (Inv. 2325)

Prokrustes (altgriechisch Προκρούστης Prokroústēs, deutsch ‚Ausstrecker‘) ist der Beiname des Polypemon (altgriechisch Πολυπήμων Polypḗmōn, deutsch ‚viel Elend‘) oder Damastes (altgriechisch Δαμαστής Damastḗs, deutsch ‚Überwältiger‘), eines Unholds der griechischen Mythologie. Er war ein Riese, Sohn des Poseidon, und attischer Wegelagerer in der Umgegend von Eleusis. Sein Andenken wird heute im gehobenen Sprachgebrauch durch die metaphorische Bedeutung vom Prokrustesbett bewahrt, womit ein Schema gemeint ist, in das etwas gekünstelt hineingezwängt wird.

## Sage
In seiner Weltgeschichte berichtet der altgriechische Geschichtsschreiber Diodor (1. Jahrhundert v. Chr.) Folgendes über Prokrustes:
Prokrustes bot Reisenden ein Bett an, aber in manchen Sagen zwang er auch Wanderer, sich auf ein Bett zu legen. Wenn sie zu groß für das Bett waren, hackte er ihnen die Füße bzw. überschüssige Gliedmaßen ab; waren sie zu klein, hämmerte und reckte er ihnen die Glieder auseinander, indem er sie auf einem Amboss streckte.
Prokrustes wurde von Theseus auf seiner Wanderung nach Athen als letzter der Bösewichte am Kephisos erschlagen.

## Rezeption

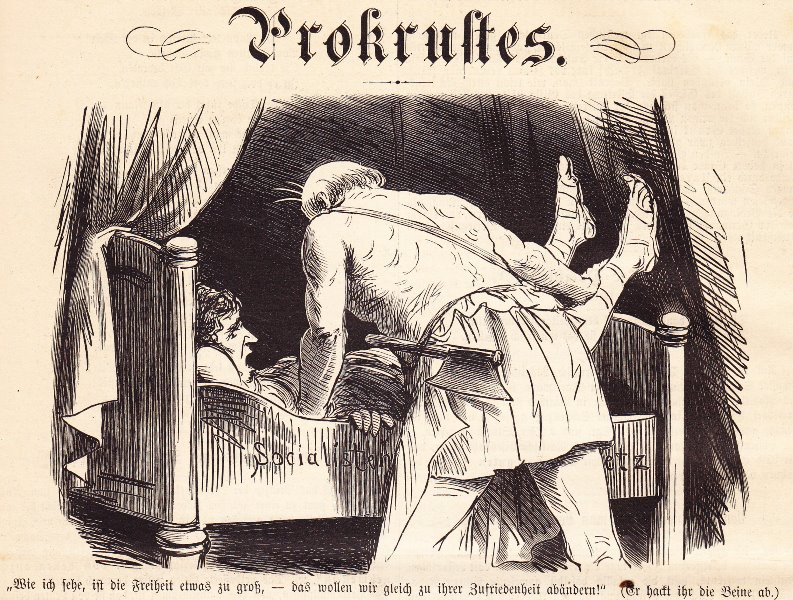
Karikatur der Berliner Wespen zum Sozialistengesetz (1878): Otto von Bismarck zwängt die Freiheit ins Prokrustesbett; er hat ein Beil, um ihr die Beine abzuhacken

Die Geschichte des Prokrustes erlangte als Erzählmotiv in späteren Perioden weitere folkloristische Verbreitung und tritt z. B. im Babylonischen Talmud in Erscheinung, wo Eliëser von Damaskus, dem Haussklaven von Abraham, eine Begegnung mit Prokrustes zugeschrieben wird (Traktat Sanhedrin 109b).
Als Prokrustesbett oder Bett des Prokrustes bezeichnet man redensartlich eine Form oder ein Schema, wohinein etwas gezwungen wird, das dort eigentlich nicht hineinpasst.